# Tetragnatha determinata
Tetragnatha determinata är en spindelart som beskrevs av Karsch 1891. Tetragnatha determinata ingår i släktet sträckkäkspindlar, och familjen käkspindlar.
Artens utbredningsområde är Sri Lanka. Inga underarter finns listade i Catalogue of Life.